# Moči
Moči (japonskoもち, 餅) je japonska riževa torta iz močigomeja (もち米), kratkozrnatega japonskega lepljivega riža in včasih drugih sestavin, kot so voda, sladkor in koruzni škrob. Je preprosta tradicionalna japonska slaščica in je sorodnica kitajskega riževega kolača.
Na Japonskem se tradicionalno izdeluje v obredu, imenovanem močicuki (餅搗き). Čeprav se moči uživa vse leto, je tradicionalna hrana za japonsko novo leto in se v tem času običajno prodaja in uživa.
Moči je večkomponentno živilo, sestavljeno iz polisaharidov, lipidov, beljakovin in vode. Ima heterogeno strukturo amilopektinskega gela, škrobnih zrn in zračnih mehurčkov. Riž, ki se uporablja za moči, ima zanemarljivo vsebnost amiloze in visoko raven amilopektina, zaradi česar je konsistenca podobna gelu. Vsebnost beljakovin v japonskem rižu, ki se uporablja za izdelavo močija, je višja kot v standardnem kratkozrnatem rižu.
Moči je podoben dangu, vendar je narejen s pretlačenjem riževih zrn, medtem ko je dango narejen iz riževe moke.

## Zgodovina
Za postopek kuhanja lepljivega riža na pari in njegovega izdelave v pasto velja, da izvira iz starodavne Kitajske in da je bil na Japonsko uveden iz jugovzhodne Azije nekaj po tem, ko je bilo na Japonskem ob koncu obdobja Džmon uvedeno gojenje riža. obdobje (c. 14.000–300 pr. n. št.). Rdeči riž je bil prvotna različica, uporabljena pri proizvodnji močija.
Kulturni pomen močija na Japonskem je edinstven, čeprav ima skupne elemente z drugimi ugodnimi živili v drugih azijskih državah. Glede na arheološke raziskave se je domača proizvodnja močija povečala z začetkom v 6. stoletju (obdobje Kofun), ko so postali lončeni parilniki priljubljeni v vsakem gospodinjstvu, predvsem na vzhodu Japonske.:267
V Bungo no kuni fudoki, sestavljenem v poznem 8. stoletju v obdobju Nara, je bila opisana legenda o močiju. Po knjigi, ko je bogataš iz ostankov riža naredil ploščat moči in vanj izstrelil puščico, se je ta spremenil v belo ptico in odletel, po tem pa je človekovo riževo polje postalo pusto in pusto. Ta legenda kaže, da je okrogel beli moči v zgodovini veljal za duhovno moč.
V obdobju Heian (794–1185) so moči pogosto uporabljali na šintoističnih dogodkih za praznovanje rojstva otroka in poroke. Po Ōkagami, sestavljenem v 12. stoletju, so cesarji in plemstvo dajali moči v usta dojenčkom, starim 50 dni.:30 V tem obdobju je v aristokratski družbi postalo običajno, da sta nevesta in ženin tri dni po poroki skupaj jedla moči v nevestini hiši.
Prva zapisana poročila o uporabi močija kot dela novoletnih praznovanj so iz obdobja Heian. Plemiči na cesarskem dvoru so verjeli, da dolge niti sveže narejenega močija simbolizirajo dolgo življenje in dobro počutje, posušeni moči pa krepi zobe. Poročila o tem lahko najdemo tudi v Zgodbi o Gendžiju.
Običaj kagami moči (ogledalo moči) se je začel med razredom samurajev v obdobju Muromači. Kagami moči so sestavljeni iz dveh krogel močijev, ki sta zloženi ena na drugo, na vrhu pa je grenka pomaranča (daidai). V dobrodošlico novemu letu so samuraji okrasili kagami moči z japonskimi oklepi in japonskimi meči ter jih postavili v tokonomo (nišo v tradicionalni japonski sobi, kjer so razstavljene umetnine ali rože), da bi molili za blaginjo svojih družin v novem letu. Ko so ljudje po novem letu jedli kagami moči, so se izogibali rezanju s hōčō (nožem), da ne bi poškodovali kamija, ampak so ga razbili z lesenim kladivom, potem ko se je naravno posušil in razpokal.
Moči je še vedno eno od tradicionalnih živil, ki se uživa okoli japonskega novega leta, in se v tem času prodaja in uživa v izobilju. Kagami moči je postavljen na družinske oltarje (kamidana) 28. decembra vsako leto.

## Tradicionalna priprava
Tradicionalno je izdelava močija pomemben kulturni dogodek na Japonskem, ki vključuje člane lokalne skupnosti ali družine. Čeprav je danes manj pogost, tradicionalni postopek še vedno obstaja v večini podeželskih območij, pa tudi v mestnih templjih, svetiščih in prostorih skupnosti, zlasti v dneh pred novim letom. Tradicionalni postopek moči-pounding (imenovan močicuki (餅つき)) vključuje cel riž kot edino sestavino in poteka v treh osnovnih korakih:
1. Poliran lepljivi riž se čez noč namoči in popari.
2. Dušen riž pretlačijo z lesenim tolkačem (kine) v tradicionalnem možnarju (usu). Delo vključuje dve osebi, ena tolče, druga pa obrača in moči moči. Držati se morajo enakomernega ritma, sicer se lahko drug drugega po nesreči poškodujejo s težkim kino.
3. Lepljivo maso narežejo ali oblikujemo v oblike, na primer krogle.[16]

## Obdelava
Moči je različica nizkokalorične riževe torte z nizko vsebnostjo maščob. Torta ima dve bistveni surovini, riž in vodo. Lepljivi riž (imenovan tudi sladki riž, Oryza sativa var. glutinosa, glutinozni lepljivi riž, glutinozni riž, voskasti riž, botan riž, biroin čal, moči riž, biserni riž in pulut) ne glede na to, ali je rjav ali bel, je najboljši za izdelavo močija, saj se dolgozrnate sorte ne bodo popolnoma zmečkale. Voda je bistvena v zgodnjih fazah priprave. Drugi dodatki, kot so sol in druge začimbe ter arome, so pomembni z vidika hranilne vrednosti in okusa. Dodatki pa lahko povzročijo lomljenje mase, zato jih rižu ne smemo dodajati, preden je torta oblikovana. Kolač je treba kuhati na pari (in ne kuhati), dokler ne dobi gladke in elastične teksture. Riževe kroglice se nato sploščijo, narežejo na kose ali oblikujejo v kroge. Stroji za množično proizvodnjo so izjemno draga naložba, izdelek pa mora imeti primerno vlago, da pritegne potrošnike.

## Ohranjanje
Medtem ko je moči mogoče hraniti v hladilniku za kratek čas, lahko postane tudi trd in neuporaben. Priporočena metoda konzerviranja je zamrzovanje. Najboljša metoda za zamrzovanje vključuje tesno zavijanje vsake moči torte v zaprto plastično vrečko. Čeprav ga lahko hranimo v zamrzovalniku skoraj eno leto, lahko zamrznjeni moči izgubi okus in mehkobo ali pa se v zamrzovalniku zažge. Aditivi za živila, kot je modificiran tapiokin škrob, lahko prav tako podaljšajo rok uporabnosti.

## Prehranska vrednost
Kalorična vsebnost koščka močija v velikosti vžigalične škatlice je primerljiva s skledo riža. Znano je, da so japonski kmetje uživali moči pozimi, da bi povečali svojo vzdržljivost, medtem ko so samuraji moči jemali na svoje ekspedicije, saj ga je bilo enostavno prenašati in pripravljati. Moči je brez glutena in holesterola, saj je narejen iz riževe moke.
Ena porcija 44,0 g vsebuje 96 kalorij, 1,0 g maščobe, vendar brez trans ali nasičenih maščob, 1,0 mg natrija, 22,0 g ogljikovih hidratov, brez prehranskih vlaknin, 6,0 g sladkorja in 1,0 g beljakovin.

## Priljubljene uporabe
Moči se lahko uživa sam kot glavna sestavina glavnega obroka in se uporablja kot sestavina v drugi pripravljeni hrani.
Slaščice
Mnoge vrste tradicionalnih vagaši in močigaši (japonske tradicionalne sladkarije) so narejene z močijem. Na primer, daifuku je mehak okrogel moči, polnjen s sladkim nadevom, kot je pasta iz sladkanega rdečega fižola (anko) ali pasta iz belega fižola (širo an). Ičigo daifuku je različica, ki v notranjosti vsebuje celo jagodo.
Kusa moči je zelena sorta močija z okusom pelina (jomogi). Ko je daifuku narejen s kusa močijem, se imenuje jomogi daifuku.
Sladoled
Majhne kroglice sladoleda so zavite v moči prevleko. Na Japonskem ga proizvaja podjetje Lotte pod imenom Jukimi Daifuku (daifuku, ki gleda na sneg).
Juha
- Oširuko ali ozenzai je sladka juha iz fižola azuki s koščki močija. Pozimi jo Japonci pogosto jedo, da se pogrejejo.
- Čikara udon (kar pomeni »močni udon«) je jed, sestavljena iz rezancev udon v juhi, prelitih s popečenim močijem.
- Zōni ima številne regionalne različice.